# Diana Gansky
Diana Gansky (dekliški priimek Sachse), nemška atletinja, * 13. december 1963, Bergen auf Rügen, Vzhodna Nemčija.
Nastopila je na poletnih olimpijskih igrah leta 1988, ko je osvojila naslov olimpijske podprvakinje v metu diska. Na svetovnih prvenstvih je osvojila srebrno medaljo leta 1987, na evropskih prvenstvih pa naslov prvakinje leta 1986.